# Bolesław Baake
Bolesław Baake (ur. 30 marca 1905 w Kijowie, zm. 6 marca 1963 w Bhannes w Libanie) – polski malarz.

## Życiorys
Jego rodzicami byli Władysław i Janina z Krzyżanowskich. Był siostrzeńcem malarza Konrada Krzyżanowskiego, uwiecznionego na namalowanym przez niego w 1915 obrazie Babcia z wnuczkiem.
W wyniku rewolucji październikowej i zmian politycznych razem z rodziną w 1920 zamieszkał w Warszawie. W 1926 ukończył naukę w Korpusie Kadetów nr 2 w Modlinie, w 1928 rozpoczął studia w Szkole Sztuk Pięknych w Warszawie pod kierunkiem prof. Tadeusza Pruszkowskiego. Po uzyskaniu dyplomu ukończenia nauki w 1934 pozostał na uczelni jako asystent Pruszkowskiego, równocześnie tworzył, jego prace były wystawiane w Instytucie Propagandy Sztuki i w Zachęcie oraz w wystawach zbiorowych „Grupy Czwartej”.
Po wybuchu II wojny światowej wyjechał do Lwowa, gdzie po wkroczeniu Armii Czerwonej został aresztowany i zesłany na Syberię. Po ogłoszeniu amnestii przedostał się do miejsca tworzenia Armii Polskiej pod dowództwem gen. Władysława Andersa, z którą przez Iran dotarł do Libanu. Postępująca gruźlica sprawiła, że pozostał tam na stałe, zamieszkał w Bejrucie. Od 1947 prowadził tam Polską Szkołę Malarstwa i Rysunku, która powstała z inicjatywy Wydziału Oświaty Poselstwa RP w Bejrucie i prof. Antoniego Markowskiego w ramach Instytutu Polskiego. Szkoła działała do czerwca 1950, gdy większa część polskich emigrantów opuściła Liban. W 1951 Towarzystwo Studiów Irańskich wydało pracę zbiorową zatytułowaną Lachestan, Bolesław Baake był autorem zamieszczonych tam ilustracji. Latem tego samego roku w lokalu Klubu Libańsko-Syryjskiego w Bejrucie miała miejsce wystawa indywidualna prac artysty. Jako jedyny Polak w Libanie zajmował się krytyką sztuki, na łamach polskojęzycznych periodyków omawiał polskie, francuskie i libańskie malarstwo. pod koniec życia przebywał w sanatorium sióstr szarytek we wsi Bhannes, gdzie zmarł 6 marca 1963 i został pochowany na polskim cmentarzu w Bejrucie.

## Twórczość
Tworzył pejzaże, sceny rodzajowe i portrety, cechowało je delikatne operowanie światłem i stonowane barwy. Większość przedwojennego dorobku zaginęła lub uległa zniszczeniu. Przed śmiercią jego ostatnią wolą było przekazanie części dorobku artystycznego ojczyźnie, wykonawcą uczynił żonę. Do realizacji doszło dopiero po jej śmierci w 2002, wówczas jej drugi mąż Jousef Boutros Kmaty przy wsparciu ambasadora RP w Libanie Tadeusza Strulaka przekazał Muzeum Nadwiślańskiemu w Kazimierzu Dolnym trzydzieści pięć prac Bolesława Baake. W Muzeum Narodowym znajdują się namalowane przez niego cztery pejzaże.